# Пособие на ребёнка
Пособие на ребёнка — социальное пособие, выдаваемая, как правило, государством на ребёнка в целях социальной поддержки родителей. Размер детского пособия обычно зависит от количества детей и/или их возраста.

## Пособие на ребёнка в России
В России существует довольно много разновидностюей детских пособий, которые выплачиваются как ежемесячно, так и единовременно (один раз). Размер, порядок назначения и выплаты ежемесячного пособия на ребёнка устанавливаются федеральными законами, а также законодательством субъектов РФ.
К единовременным федеральным пособиям относятся:
- по беременности и родам;
- при постановке на учёт по беременности до 12 недель;
- беременным жёнам военнослужащих-призывников;
- при рождении ребёнка;
- при передаче ребёнка в семью на воспитание.

Ежемесячно выплачиваются:
- пособие по уходу за ребёнком до 1,5 лет;
- так называемые «путинские» (или «президентские») на 1-го и 2-го ребенка;
- на ребёнка военнослужащего-призывника;
- пособие на ребёнка до 18 лет (в некоторых регионах — до 16, если ребёнок не продолжает учиться), может выплачиваться ежеквартально (но не реже) и с учетом нуждаемости семьи.

Предложение президента РФ Владимира Путина расширить категории граждан, претендующих на пособия при рождении первого и второго ребенка, позволит охватить льготой около 770 тыс. семей с 1 января 2020 года.
В марте 2019 года Владимир Путин подписал указ о повышении ежемесячных выплат гражданам, ухаживающим за детьми-инвалидами и инвалидами с детства I группы. С 1 июля 2019 года это пособие повысится до 10.000 руб, т.е. почти в два раза.
С 1 января 2020 года, по указу президента России, в целях обеспечения социальной поддержки семей, имеющих детей, установлены единовременные выплаты в размере 5000 рублей на каждого ребенка, в возрасте от 3 до 7 лет. Аналогичный указ о единовременных выплатах на детей до 8 лет был подписан в декабре.
В 2024 году, согласно заявлению Соцфонда РФ, выплаты по больничным листам в связи с материнством вырастут в общей сложности до 678,4 млрд рублей, что на 54% больше чем в 2023 году. Минтруда России сообщило, что к 2025 году максимальный размер декретных выплат достигнет 794 тыс рублей, а пособие по уходу за ребёнком вырастет до 69 тыс рублей.  
| Категория граждан | Возраст ребёнка   | Размер пособия |
| --- | ----------------- | -------------- |
| Ежемесячное пособие на ребёнка одиноким матерям | до 1,5 лет        | 4412 руб.      |
| Ежемесячное пособие на ребёнка одиноким матерям | от 1,5 до 3 лет   | 5422 руб.      |
| Ежемесячное пособие на ребёнка одиноким матерям | от 3 до 7 лет     | 2206 руб.      |
| Ежемесячное пособие на ребёнка одиноким матерям | от 7 лет и старше | 1103 руб.      |
| Ежемесячное пособие на ребёнка, родители которого уклоняются от уплаты алиментов, а также военнослужащим | до 1,5 лет        | 3033 руб.      |
| Ежемесячное пособие на ребёнка, родители которого уклоняются от уплаты алиментов, а также военнослужащим | от 1,5 до 3 лет   | 4043 руб.      |
| Ежемесячное пособие на ребёнка, родители которого уклоняются от уплаты алиментов, а также военнослужащим | от 3 до 7 лет     | 1654 руб.      |
| Ежемесячное пособие на ребёнка, родители которого уклоняются от уплаты алиментов, а также военнослужащим | от 7 лет и старше | 827 руб.       |
| На детей в остальных семьях: Примечание: Право на ежемесячное пособие на ребёнка имеет один из родителей либо лицо, его заменяющее, на каждого рождённого, усыновлённого, принятого под опеку ребёнка до достижения им возраста 16 лет (на учащегося общеобразовательного учреждения — до окончания им обучения, но не более, чем до достижения им возраста 18 лет) в семьях со среднедушевым доходом, размер которого не превышает величину прожиточного минимума, установленную в Московской области | до 1,5 лет        | 2206 руб.      |
| На детей в остальных семьях: Примечание: Право на ежемесячное пособие на ребёнка имеет один из родителей либо лицо, его заменяющее, на каждого рождённого, усыновлённого, принятого под опеку ребёнка до достижения им возраста 16 лет (на учащегося общеобразовательного учреждения — до окончания им обучения, но не более, чем до достижения им возраста 18 лет) в семьях со среднедушевым доходом, размер которого не превышает величину прожиточного минимума, установленную в Московской области | от 1,5 до 3 лет   | 3216 руб.      |
| На детей в остальных семьях: Примечание: Право на ежемесячное пособие на ребёнка имеет один из родителей либо лицо, его заменяющее, на каждого рождённого, усыновлённого, принятого под опеку ребёнка до достижения им возраста 16 лет (на учащегося общеобразовательного учреждения — до окончания им обучения, но не более, чем до достижения им возраста 18 лет) в семьях со среднедушевым доходом, размер которого не превышает величину прожиточного минимума, установленную в Московской области | от 3 до 7 лет     | 1104 руб.      |
| На детей в остальных семьях: Примечание: Право на ежемесячное пособие на ребёнка имеет один из родителей либо лицо, его заменяющее, на каждого рождённого, усыновлённого, принятого под опеку ребёнка до достижения им возраста 16 лет (на учащегося общеобразовательного учреждения — до окончания им обучения, но не более, чем до достижения им возраста 18 лет) в семьях со среднедушевым доходом, размер которого не превышает величину прожиточного минимума, установленную в Московской области | от 7 лет и старше | 552 руб.       |

## Пособие на ребёнка в США
Пособие на ребёнка в США не выплачивается.

Для граждан, имеющих детей, предусмотрены налоговые льготы в размере 1000 долларов за ребёнка в год. Аналогичные налоговые льготы существуют в других странах и здесь не рассматриваются.

## Пособие на ребёнка в Европе
Указанные ниже размеры пособий не следует сравнивать напрямую в связи с разными условиями выплат. Для создания общей картины экономической и политической поддержки граждан, имеющих детей, государством, необходимо так же учитывать другие социальные выплаты и льготы.
| Австрия                            | Австрия   |
| ---------------------------------- | --------- |
| за каждого ребёнка от 0 до 3 лет   | 105,40 €  |
| за каждого ребёнка от 3 до 10 лет  | 112,70 €  |
| за каждого ребёнка от 10 до 19 лет | 130,90 €  |
| доплата за двух детей (за каждого) | + 12,80 € |
| доплата за трёх и более детей      | + 25,50 € |

| Бельгия                       | Бельгия  |
| ----------------------------- | -------- |
| за одного ребёнка             | 77,05 €  |
| за двух детей                 | 219,63 € |
| за трёх детей                 | 432,50 € |
| за каждого следующего ребёнка | 212,87 € |

| Великобритания                                              | Великобритания |
| ----------------------------------------------------------- | -------------- |
| за первого ребёнка                                          | 105 €          |
| за второго и всех следующих                                 | 70 €           |
| Примечание: Указанное пособие выплачивается детям до 18 лет |                |

| Германия           | Германия |
| ------------------ | -------- |
| за каждого ребёнка | 250 €    |

| Греция                          | Греция         |
| ------------------------------- | -------------- |
| за 1-го ребёнка                 | 5,87 €         |
| за 2-го ребёнка / за двух детей | 12,13 € / 18 € |
| за 3-го ребёнка / за трёх детей | 22 € / 40 €    |
| за 4-го ребёнка / за четверых   | 8 € / 48 €     |
| за каждого следующего ребёнка   | 8,07 €         |

| Дания                             | Дания |
| --------------------------------- | ----- |
| за каждого ребёнка от 0 до 3 лет  | 145 € |
| за каждого ребёнка от 3 до 7 лет  | 131 € |
| за каждого ребёнка от 7 до 18 лет | 103 € |

| Ирландия                                | Ирландия |
| --------------------------------------- | -------- |
| за одного ребёнка                       | 140 €    |
| за двух детей                           | 280 €    |
| за трёх детей                           | 428 €    |
| при рождении двойни (1,5-кратное)       | 210 €    |
| при рождении тройни и более (2-кратное) | 280 €    |

| Исландия                             | Исландия |
| ------------------------------------ | -------- |
| за 1-го ребёнка (с двумя родителями) | 115,25 € |
| за 2 и более детей (с двумя родит.)  | 137,17 € |
| за 1-го ребёнка (с одним родителем)  | 191,92 € |
| за 2 и более детей (с одним родит.)  | 196,83 € |

| Испания                                                      | Испания  |
| ------------------------------------------------------------ | -------- |
| за ребёнка не инвалида до 18 лет                             | 24,25 €  |
| за ребёнка инвалида до 18 лет                                | 48,47 €  |
| за ребёнка старше 18 лет при степени инвалидности более 65 % | 260,79 € |
| за ребёнка старше 18 лет при степени инвалидности более 75 % | 381,19 € |

| Италия                                               | Италия     |
| ---------------------------------------------------- | ---------- |
| годовой доход родителей до 11 422,98 €               | 250,48 €   |
| годовой доход родителей от 27 693,04 и до 30403,39 € | 38,73 €    |
| годовой доход родителей выше 43 962,05 €             | нет выплат |

| Люксембург                    | Люксембург |
| ----------------------------- | ---------- |
| за одного ребёнка             | 185,60 €   |
| за двух детей                 | 440,72 €   |
| за трёх детей                 | 802,74 €   |
| за каждого следующего ребёнка | 361,82 €   |

| Нидерланды                         | Нидерланды |
| ---------------------------------- | ---------- |
| за каждого ребёнка до 6 лет        | 58,11 €    |
| за каждого ребёнка от 6 до 11 лет  | 70,57 €    |
| за каждого ребёнка от 12 до 17 лет | 82,02 €    |

| Норвегия                           | Норвегия    |
| ---------------------------------- | ----------- |
| за каждого ребёнка                 | 972НК(129€) |
| в регионах крайнего севера доплата | 316НК (42€) |

| Финляндия             | Финляндия |
| --------------------- | --------- |
| за первого ребёнка    | 100 €     |
| за второго ребёнка    | 110,50 €  |
| за третьего ребёнка   | 131 €     |
| за четвёртого ребёнка | 151,50 €  |
| за каждого слеующего  | 172 €     |

| Франция               | Франция  |
| --------------------- | -------- |
| за одного ребёнка     | --- €    |
| за двух детей         | 120,32 € |
| за трёх детей         | 274,47 € |
| за четырёх детей      | 428,62 € |
| за пятерых детей      | 582,77 € |
| за каждого следующего | 154,15 € |

| Швейцария                                                                   | Швейцария                     |
| --------------------------------------------------------------------------- | ----------------------------- |
| Пособие на ребёнка до 16 лет (в зависимости от кантона и числа детей)       | CHF200 ÷ CHF400 (165€ ÷ 330€) |
| Пособие на ребёнка от 16 до 25 лет (в зависимости от кантона и числа детей) | CHF250 ÷ CHF525 (210€ ÷ 440€) |

| Швеция                | Швеция           |
| --------------------- | ---------------- |
| за одного ребёнка     | SEK 1050 (120 €) |
| за двух детей         | SEK 2200 (251 €) |
| за трёх детей         | SEK 3604 (411 €) |
| за четырёх детей      | SEK 5514 (629 €) |
| за каждого следующего | SEK 1910 (218 €) |

| Польша                            | Польша            |
| --------------------------------- | ----------------- |
| за первого ребёнка                | PLN 800 (€185,11) |
| за второго и каждого последующего | PLN 800 (€185,11) |

| Эстония                                    | Эстония |
| ------------------------------------------ | ------- |
| за первого ребёнка                         | €80     |
| за второго ребёнка                         | €80     |
| за третьего ребёнка и каждого последующего | €100    |

| Литва                                                                             | Литва  |
| --------------------------------------------------------------------------------- | ------ |
| за первого ребёнка и каждого последующего                                         | €96,25 |
| семьи с тремя и более детьми, имеют право на надбавку в €56,65 за каждого ребенка | €96,25 |

## Другие пособия и налоговые льготы для граждан, имеющих детей
- Пособие по беременности[13]
- Пособие в связи с рождением (усыновлением) ребёнка
- Пособие в связи с инвалидностью ребёнка
- Налоговый вычет в связи с наличием ребёнка